# Aeroportul Alcantari
Aeroportul Alcantari (IATA: SRE, ICAO: SLAL) este un aeroport din Chuquisaca, Bolivia ce deservește zona Sucre. A fost deschis în 15 mai 2016.
Situat la o altitudine de 3.112 m, aeroportul dispune de o singură pistă.